# 羅莉·努恩
羅莉·努恩（英語：Laurie Nunn，1986年5月—）是一名英國編劇和劇作家，因開創Netflix喜劇網路影集《性愛自修室》而知名。
努恩出生於倫敦，父親是英國戲劇導演崔佛·努恩，母親是澳大利亞女演員莎朗·李-希爾（Sharon Lee-Hill）。14歲時她搬到澳大利亞。她於2007年獲得維多利亞藝術學院的電影和電視學士學位，並於2012年在英國國家電影電視學校獲得編劇碩士學位。2017年，她以《King Brown》入圍布朗特伍德獎，這是她的第一部長劇。

## 外部連結
- 羅莉·努恩在互联网电影资料库（IMDb）上的資料（英文）